# Athletic Club de Madrid 1918-1919
Questa voce raccoglie le informazioni riguardanti l'Athletic Club de Madrid, antico nome del Club Atlético de Madrid, nelle competizioni ufficiali della stagione 1918-1919.

## Stagione
Nella stagione 1918-1919 i colchoneros arrivano quarti nel campionato Regional de Madrid collezionando appena cinque punti. Non partecipa alla Coppa del Re.

## Maglie e sponsor
| Manica sinistra · Manica sinistra · Maglietta · Maglietta · Manica destra · Manica destra · Pantaloncini · Calzettoni |

## Rosa
Rosa e ruoli dell'Athletic Club de Madrid nella stagione 1918-19
| N. |                   | Ruolo | Calciatore                       |
| -- | ----------------- | ----- | -------------------------------- |
| -  | Spagna (bandiera) | P     | Juan de Cárcer                   |
| -  | Spagna (bandiera) | D     | Pololo                           |
| -  | Spagna (bandiera) | D     | José Luis de Goyarrola           |
| -  | Spagna (bandiera) | D     | Ricardo Naveda                   |
| -  | Spagna (bandiera) | C     | Miguel Mieg                      |
| -  | Spagna (bandiera) | C     | Fernando Martínez de la Escalera |
| -  | Spagna (bandiera) | C     | Desiderio Fajardo                |
| -  | Spagna (bandiera) | C     | Andrés Tuduri                    |

| N. |                      | Ruolo | Calciatore                   |
| -- | -------------------- | ----- | ---------------------------- |
| -  | Spagna (bandiera)    | C     | César Sáez                   |
| -  | Spagna (bandiera)    | C     | Ignacio Méndez Vigo          |
| -  | Argentina (bandiera) | A     | Florentino González Casellas |
| -  | Spagna (bandiera)    | A     | Ramón Olalquiaga             |
| -  | Spagna (bandiera)    | A     | Ignacio Zabala               |
| -  | Spagna (bandiera)    | A     | Gomar                        |
| -  | Spagna (bandiera)    | A     | Guillermo Larrañaga          |
| -  | Spagna (bandiera)    | A     | Ricardo de Madariaga         |

## Statistiche

### Statistiche di squadra
| Competizione         | Punti | Totale | Totale | Totale | Totale | Totale | Totale | DR  |
| Competizione         | Punti | G      | V      | N      | P      | Gf     | Gs     | DR  |
| -------------------- | ----- | ------ | ------ | ------ | ------ | ------ | ------ | --- |
| Campionato Regionale | 5     | 8      | 2      | 1      | 5      | 7      | 19     | -12 |
| Totale               | 5     | 8      | 2      | 1      | 5      | 7      | 19     | -12 |